# 338e régiment d'infanterie (France)
Le 338e régiment d'infanterie (338e RI) est un régiment d'infanterie de l'Armée de terre française constitué en 1914 avec les bataillons de réserve du 138e régiment d'infanterie. À la mobilisation, chaque régiment d'active créé un régiment de réserve dont le numéro est le sien majoré de 200.
Ses lieux de regroupement sont Bellac et Magnac-Laval en Haute-Vienne (Limousin). Levé dans la 12e région militaire, il est indépendant du 12e corps d'armée. Il est rattaché à la 62e division d'infanterie de réserve, commandée par le Général Ganeval.

## Création et différentes dénominations
- Août 1914 : 338e régiment d'infanterie
- Le 338e RI, commandé par le lieutenant-colonel Robert, comprend 37 officiers, 143 sous-officiers, 2 054 hommes de troupe.

Le régiment comporte, à la mobilisation, deux bataillons : le 5e bataillon, à sa tête, le commandant André Charles Wayne d'Arche (1864-1947) de Bellac et son adjoint le lieutenant Louis Poulte de Puybaudet de Dompierre-les-Églises ; le 6e bataillon, à sa tête, le commandant Jules Séguran, originaire de Marseille.

## Chefs de corps
Le lieutenant-colonel Marcel Robert, plus tard colonel, du 2 août 1914 au 10 mai 1916, prend ensuite le commandement du 296e RI, mort pour la France le 30 avril 1917. Son casque, percé de plusieurs éclats d'obus, est retrouvé en 2015 dans une brocante.
Lieutenant-colonel Reynaud, du 27 mai 1916 au 27 mai 1917.
Colonel Blavier, du 28 mai 1917 au 25 février 1919.

## Historique des garnisons, combats et batailles du338eRI

### Première Guerre mondiale

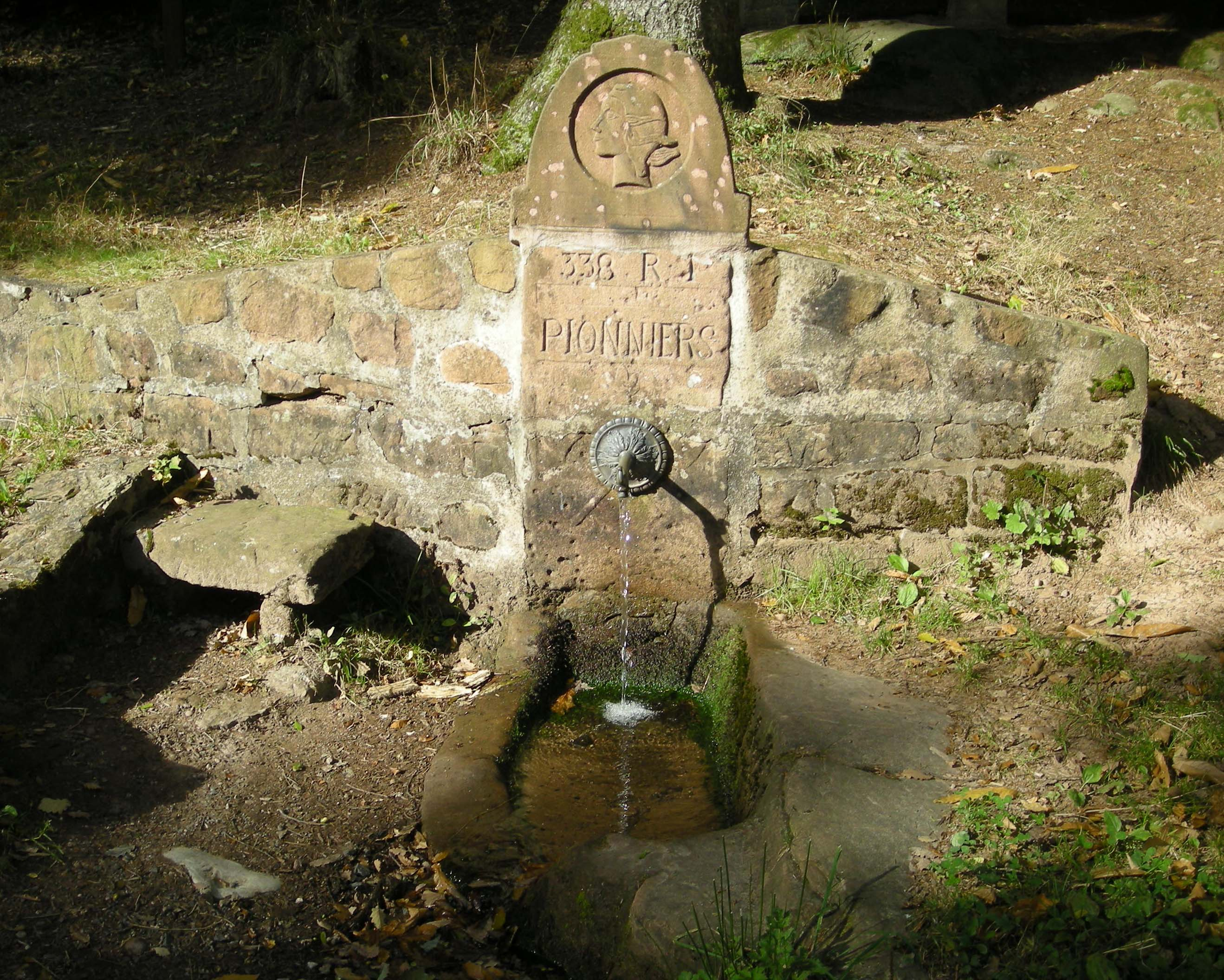
Fontaine en grès aménagée au col de la Chapelotte par le RI

#### Affectation
- 62e division d'infanterie d'août 1914 à novembre 1918

#### 1914
Le régiment est affecté au titre de la 62e division d'infanterie à la défense mobile du camp retranché de Paris avec la 61e division d'infanterie et la 84e division territoriale de campagne sous les ordres du Gouverneur militaire de Paris.
- Combats du Transloy, Rocquigny et Sailly- Saillisel (28 août 1914, aux confins du Pas-de-Calais et de la Somme), connus aussi sous le nom de "Bataille de Bapaume" (792 tués, 400 blessés et prisonniers) : la 62e DI est envoyée vers le nord, en direction de Douai, pour enrayer l'avancée des troupes ennemies ; elle s'oppose seule au 2e corps d'armée allemand qui marche vers le sud. Un monument aux morts du 338 a été érigé en 1927 dans le cimetière du Transloy[5]. Lors de cet engagement, le régiment perd en trois heures 51 % de ses effectifs (source : JMO du 338e RI, page 9[6]).
- Bataille de la Marne (6 au 12 septembre 1914), notamment lors de la phase de poursuite de la bataille.
- Combat de Puysalène (14 au 23 septembre 1914).
- Guerre de Tranchées (1914-1915- début 1916), dont Combats de Daucourt-Armancourt (4-6 octobre 1914, Sud de la Somme, à l'ouest de Roye) : le régiment perd 10 officiers et 700 hommes de troupe, soit 43 % de ses effectifs).

#### 1915
- Guerre de Tranchées (1914-1915- début 1916).

#### 1916
- Combats de Pressoire (15 novembre 1916).

#### 1917
- Combats du Moulin de Laffaux (16 mai 1917).
- Combats de Vauxaillon - Mont des singes (15 au 21 juin 1917).

#### 1918
- Combats de Fère-en-Tardenois (27 juillet 1918).
- Combats de La Vesle (5 août 1918).
- Combats de la Position Hunding (29 octobre 1918).

### Entre-deux-guerres
Le régiment est dissout le 25 février 1919.

## Drapeau
Il porte, cousues en lettres d'or dans ses plis, les inscriptions suivantes :
- L'Ourcq 1914-1918
- L'Aisne 1917
- La Serre 1918

La fourragère aux couleurs de la Croix de guerre 1914-1918 lui est décernée le 10 décembre 1918.

Fait exceptionnel, les trois régiments d'active (138e RI), de réserve (338e RI) et territorial (90e RIT) d'une même ville de garnison (Magnac-Laval) se sont vus décerné cette même fourragère.

## Traditions et uniformes

### Devise
Aucune devise connue.

## Personnalités liées au 338e RI
- Georges Treffel (1873-1914), homme de lettres, lieutenant au régiment mort à Warvillers le 3 novembre 1914. Son nom est inscrit au Panthéon parmi les 560 écrivains morts au champ d'honneur pendant la Première Guerre mondiale.

### Sources et bibliographie
- Le 338e régiment d'infanterie pendant la grande guerre, 1914-1918, Imprimerie Ussel Frères, A. Bontemps successeurs, Limoges, 1920, 32 p.